# Ontvangsttheorie
De ontvangsttheorie is een theorie binnen het recht die rechtsgeldigheid aan verzonden documenten en verklaringen toekent op het moment waarop deze in ontvangst zijn genomen. Dit betekent dat een partij die in rechte een beroep wil doen op de geldigheid van deze verklaring (meestal de verzender) zal moeten aantonen dat de verklaring is ontvangen. Dit betekent dat bewijs van verzending onvoldoende is, in tegenstelling tot bij de verzendtheorie.
Om deze reden wordt belangrijke post aangetekend of per koerier verzonden. Vereist is dan wel dat men een ontvangstbewijs kan tonen. Ook bij communicatie per fax kan aangetoond worden dat het bericht door de andere partij is ontvangen. Bij e-mailberichten is dit meestal moeilijker, terwijl mondelinge verklaringen in het geheel niet na te trekken zijn. De dagtekening van de verklaring doet niet ter zake. Wanneer men zijn verklaring wil herroepen, kan dit door een nog sneller communicatiemiddel te gebruiken, bijvoorbeeld een fax met de oproep een eventuele nakomende brief te negeren. 
De belangrijkste uitwerking van de ontvangsttheorie is in het Nederlands recht te vinden in artikel 3:37 lid 3 van het Burgerlijk Wetboek, waarin bepaald wordt dat de verklaring pas werking heeft op het moment dat deze ontvangen is. Hoe dit doorwerkt in het recht is aan te tonen met een aantal praktische voorbeelden:
- Albert verkoopt zijn auto aan Bert. Bert biedt EUR 10.000 en Albert stuurt een brief dat hij akkoord is. Later die dag komt er iemand langs die EUR 15.000 biedt en uiteraard wil Albert nu liever van zijn eerdere verkoop aan Bert af. Dit kan zolang Bert de brief nog niet heeft ontvangen en door met een sneller middel, bijvoorbeeld een fax, zijn aanvaarding te herroepen. Als Bert echter aantoonbaar eerder aangeeft de brief te hebben ontvangen, zit Albert in principe aan de verkoop vast.
- Jaap is ondernemer en heeft wanbetaler Gijs al talloze keren gemaand een vordering te voldoen. Jaap heeft er nu genoeg van en geeft de vordering middels openbare cessie uit handen aan een incassobureau. Maar net als het incassobureau Gijs een brief heeft gestuurd betaalt Gijs alsnog aan Jaap. De betaling arriveert op 1 mei bij Jaap, de brief van het incassobureau op 2 mei bij Gijs. Pas na mededeling wordt een openbare cessie rechtsgeldig jegens de debiteur, de mededeling kwam na de betaling, en dus heeft Gijs rechtsgeldig betaald en vist het incassobureau achter het net. Het incassobureau eist alsnog betaling van Gijs omdat het de brief voor de betaling verzonden heeft, namelijk op 29 april. Dat is aantoonbaar want het staat zo in hun systeem. Door de ontvangsttheorie doet dit echter niet ter zake, want de datum van ontvangst is datgene dat rechtswerking heeft, niet de verzendingsdatum.